# 尖吻平鮋
尖吻平鮋，為輻鰭魚綱鮋形目鮋亞目平鮋科的其中一種，為深海魚類，分布於東大西洋挪威、巴倫支海、斯匹次卑爾根群島、冰島至格陵蘭；西大西洋加拿大新斯科細亞省海域，棲息深度300-1441公尺，體長可達58公分，棲息在底層水域，成群活動，以甲殼類、頭足類、魚類等為食，卵胎生，生活習性不明，可做為食用魚。

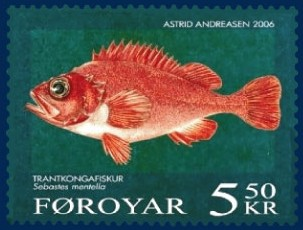
一枚印有尖吻平鮋的郵票

## 文献
- Froese, R. & Pauly, D. (eds.) (2014). Sebastes mentella. FishBase. Version 2014-06.